# Michael Goetze
Michael Goetze (* 27. August 1948 in Brunsbüttel) ist ein deutscher Comiczeichner.

## Biographie
Goetze veröffentlichte erste Comic-Hefte Ende der 1960er Jahre im Eigenverlag. Er bewarb sich mit diesen Arbeiten beim Tessloff Verlag und zeichnete ab 1974 dann die Familie-Feuerstein-Comicalben. Zwei Jahre später stellte Tessloff die Comicproduktion ein und Condor übernahm die Lizenzen. Hier betätigte sich Goetze auch bei den TV-Adaptionen Heidi, Pinocchio und Sesamstrasse. 1979 startete er parallel sein eigenes Magazin Voltfeder, bei dem er sich künstlerisch in allen möglichen Stilen betätigen konnte. Ab 1984 zeichnete er die Masters-of-the-Universe-Comicserie als Begleitprogramm zu den Actionfiguren. Ab 1988 schuf er die Albenserie Das Robot-Imperium für den Carlsen Verlag, die vollständig am Computer der Marke Atari ST gezeichnet wurde. Für die damalige Zeit war dies eine Pionierleistung.
Nach der Heftserie Zeitmaschine (acht Hefte von 1992 bis 1996) und der Piccolo-Serie Roland - Neue Abenteuer (18 Piccolos von 2001 bis 2003), die er für den Verlag Comic Club Hannover anfertigte, wurde er ab 2004 Zeichner von Hansrudi Wäschers Weltraum-Serie Nick. Wäscher selbst textete die Piccolo-Serie bis zum Schluss im Jahr 2007. Kurz darauf begann Götze im Mai 2008 die Arbeit an der Serie Korwin: Das Gute siegt, ebenfalls eine Piccolo-Serie im Wäscher-Stil für den Manfred Wildfeuer Verlag. Bis Juni 2011 erschienen insgesamt 15 Ausgaben. Im Jahr 2019 erschien mit Die phantastischen Comic-Welten des Michael Goetze eine Monografie zum Werk Goetzes im Verlag Comicographie.
Von Mai 2009 bis Dezember 2018 erschienen neue Abenteuer von Tibor (Tibor Sohn des Dschungels - III. Piccoloserie, Nr. 1–106) im Manfred Wildfeuer Verlag. Text und Zeichnungen stammen von Michael Goetze.